# Ila akher ezaman
Ila akher ezaman (إلى آخر الزمان) comercialitzada internacionalment com Jusqu'à la fin des temps és una pel·lícula dramàtica romàntica algeriana escrit i dirigit per Yasmine Chouikh i produït per MakingOf production.
Aquesta pel·lícula es va presentar el desembre de 2017 al Festival Internacional de Cinema de Dubai (DIFF) i al Festival Internacional de Cinema de Dones del Caire, així com al Festival Mundial de Cinema de Sherbrooke.
Va guanyar 6 premis incloent dos grans premis, un al Festival de Cinema Mediterrani d'Annaba i l'altre al Festival Internacional de Cinema de Masqat.

## Argument
A través de la relació entre dos personatges, un guardià i enterrador del cementiri d'una banda, i una persona que va venir a aquest cementiri, que li demana que prepari el seu funeral en vida, d'altra banda, és la crònica (força alegre) de la vida en aquest lloc.

## Repartiment
- Djillali Boudjemaa : Ali
- Jamila Arres : Joher
- Mohamed Takiret : Djelloul
- Imen Noel : Nassima
- Mohamed Benbakreti : imam
- Mehdi Moulay : Nabil

## Distincions

### Premis
- Festival de cinema mediterrani d'Annaba 2018: Annab d'or.[4]
- Festival Internacional de Cinema de Masqat 2018 : Khanjar d'or de la meilleure réalisation.[5]
- Festival de Cinema d'Orà 2018 : Grand prix[6]
- Festival Internacional de Cinema de Dones de Salé de 2018 : Premi a la millor interpretació masculina per Djilali Boudjemâa.[7][8]
- FESPACO 2019 : remi a la millor primera pel·lícula.

### Seleccions
- La pel·lícula forma part de la selecció seleccionada pels cinquanta anys del Festival Panafricà de Cinema i Televisió de Ouagadougou.[9]
- La pel·lícula fou seleccionada per representar Algèria als Premis Oscar de 2018[10]